# Sretno dijete (2003.)
Sretno dijete  je hrvatski dokumentarni film redatelja Igora Mirkovića kojeg je producirao Rajko Grlić, 2003. godine.
Film je nostalgični autobiografski prikaz autorove adolescencije u SR Hrvatska u bivšoj SFRJ tijekom kasnih 1970-ih i ranih 1980-ih u vrijeme kada se na sceni bivše države pojavljuju punk i novi val, pretvarajući tako film u "rockumentari". Film sadrži intervjue i rijetke snimke s nekim od najpoznatijih sastava tog vremena kao što su bili: Azra, Film i Haustor iz Zagreba, gdje se i većina radnje odigrava; onda i s članovima Električnog orgazma i Idola koji su intervjuirani u Beogradu, pa onda Pankrti i Buldožer iz Ljubljane. Pored materijala snimljenih u bivšoj državi, film prikazuje i intervjue s važnim članovima glazbene scene bivše države koji su živjeli diljem svijeta. 
Na primjer Darko Rundek je intervjuiran u Parizu, Mirko Ilić u New Yorku, a također su snimljene scene i u Nizozemskoj, Njemačkoj, Mađarskoj i drugim zemljama. Film je dobio ime po pjesmi sastava Prljavo kazalište s njihovog prvog albuma.
Originalna glazba iz filma dobila je Porina 2005. za najbolji kompilacijski album.